# Palicourea kerasocarpa
Palicourea kerasocarpa är en måreväxtart som beskrevs av Kurt Krause. Palicourea kerasocarpa ingår i släktet Palicourea och familjen måreväxter.
Artens utbredningsområde är Ecuador. Inga underarter finns listade i Catalogue of Life.